# Sinclair QDOS
El Sinclair QDOS (a veces escrito Qdos en la literatura oficial) es el sistema operativo multitarea presente en el ordenador personal Sinclair QL y sus clones. Fue diseñado por Tony Tebby mientras trabajaba en Sinclair Research, como una alternativa interna a otro sistema operativo, posteriormente cancelado, encargado a GST Computer Systems.
El Sinclair QDOS se implementó en Lenguaje ensamblador Motorola 68000, y en el QL, reside en 48 KB de ROM, consistente en tres ROM chips de 16 KB o en un chip de 32 KB y otro de 16 KB. En esas ROMs también se almacena el intérprete de SuperBASIC, una variante avanzada del BASIC con adiciones de programación estructurada. También actúa como el intérprete de comandos QDOS.
Las prestaciones proporcionadas por QDOS incluyen manejo de procesos (o "trabajos" en la terminología del QDOS), asignación de memoria, y un "sistema de redirección de entrada/salida" extensible, proporcionando un marco genérico para los sistemas de archivos y controladores de dispositivos. También se proporcionaba una muy básica funcionalidad de ventanas en pantalla. Esto, y varias otras prestaciones, nunca fueron completamente implementadas en las versiones liberadas de QDOS, pero fueron implementadas en posteriores extensiones al sistema operativo producidos por la compañía fundada por Tebby, QJUMP.
También se desarrollaron versiones mejoradas reescritas del QDOS, como el Minerva de Laurence Reeves, y SMS2 y SMSQ/E de Tebby. El último es la variante más moderna y todavía se está mejorando.

## Versiones
Las versiones de QDOS se identifican mediante indicadores numéricos. Sin embargo las versiones del firmware de las ROMs del QL en conjunto (incluyendo SuperBASIC) se identificaban por dos o tres letras alfabéticas (devueltas por la función del SuperBASIC VER$).
Se comercializaron las siguientes versiones de QDOS:
- 0.08: última versión de preproducción.
- 1.00: corresponde a la versión FB de las ROMs, lanzada en abril de 1984.
- 1.01: corresponde a la versión PM de las ROMs. Era más rápido y tenía un mejor soporte del Microdrive.
- 1.02: corresponde a la versión AH de las ROMs, lanzada en junio de 1984. Corregía varios bugs y fue la primera versión de las ROMs producida en masa.
- 1.03: incluida en las versiones JM y TB; una versión de corrección de errores menores lanzada a finales de 1984.
- 1.10: corresponde a la versión JS y JSU (versión de exportación a Estados Unidos) de las ROMs, lanzada a principios de 1985. Fue la última versión utilizada en QLs fabricados para el mercado del Reino Unido.
- 1.13: corresponde a la versión MGx de la ROM para los mercados europeos. Incluía un gran número de correcciones de errores. Se conocen las siguientes versiones localizadas :
  - MGE: Español
  - MGF: Francés
  - MGG: Alemán
  - MGI: Italiano
  - MGS: Sueco

Las versiones localizadas de QDOS se identifican porque el "." en el número de versión se reemplazaba por el sufijo usado para identificar el territorio. Por ejemplo, las ROMs MGE viene con QDOS versión 1E13. Todas las versiones MG del firmware compartían la misma parte baja de los 32 KB del chip ROM. QDOS 1.13 también incluía una versión localizada en Griego, conocida como la ΣFP (marcada en las ROMs como EFP).